# Кукліло рудий
Куклі́ло рудий (Coccyzus lansbergi) — вид зозулеподібних птахів родини зозулевих (Cuculidae). Мешкає в Південній Америці. Вид названий на честь нідерландського натураліста і колоніального адміністратора Рейнхарта Франса ван Лансберге.

## Поширення і екологія
Руді кукліло мешкають на північному сході Колумбії, на північному заході Венесуели, на заході Еквадору, на крайній півночі Перу, трапляються в Панамі та на Нідерландських Антильських островах. Вони живуть у сухих і вологих рівнинних тропічних лісах та в сухих чагарникових заростях. Зустрічаються на висоті до 800 м над рівнем моря.